# Dixon (Wyoming)
Pour les articles homonymes, voir Dixon.
Dixon est une municipalité américaine située dans le comté de Carbon au Wyoming.
Lors du recensement de 2010, sa population est de 97 habitants. La municipalité s'étend sur 0,13 milles carrés (0,34 km2).
Dixon devient une municipalité le 21 juillet 1887. Elle doit son nom à Bob Dixon, l'un des premiers trappeurs de la région.